# Leonardo Moratta da Fonseca
Leonardo Moratta da Fonseca (São Paulo, 10 april 1987), beter bekend onder zijn voetbalnaam Leonardo of Léo Moratta, is een Braziliaanse voetballer met ook een Portugees paspoort.
Leonardo speelde één wedstrijd in het eerste team van FC Zwolle. Hij maakte niet genoeg indruk om een contractverlenging af te dwingen. In maart 2008 werd zijn contract voortijdig ontbonden.
Als zaalvoetballer had hij meer succes. Na in de jeugd als voor CA Juventus en Corinthians gespeeld te hebben, kwam hij voor hij bij Zwolle kwam ook uit voor São Caetano. In 2009 speelde hij zaalvoetbal voor SE Palmeiras en in 2010 in Spanje voor Benicarló FS. Sinds 2012 speelt hij in de zaal voor Scalla/Felix Multimarcas.

## Statistieken
| Seizoen | Club      | Competitie     | Wedstrijden | Doelpunten |
| ------- | --------- | -------------- | ----------- | ---------- |
| 2007/08 | FC Zwolle | Eerste divisie | 1           | 0          |
| Totaal  | Totaal    | Totaal         | 1           | 0          |